# (38551) 1999 VD54
1999 VD54 (asteroide 38551) é um asteroide da cintura principal. Possui uma excentricidade de 0.15396640 e uma inclinação de 0.52136º.
Este asteroide foi descoberto no dia 4 de novembro de 1999 por LINEAR em Socorro.